# Libomyšl
Libomyšl (en allemand : Libomischl) est une commune du district de Beroun, dans la région de Bohême-Centrale, en Tchéquie. Sa population s'élevait à 605 habitants en 2020.

## Géographie
Libomyšl est arrosée par la Litavka, un affluent de la Berounka, et se trouve à 7 km au nord-ouest de Hostomice, à 13 km au sud-ouest de Beroun et à 39 km au sud-ouest de Prague.
La commune est limitée par Chodouň, Málkov et Suchomasty au nord, par Bykoš à l'est, par Všeradice, Lážovice, Neumětely et Lochovice au sud, et par Otmíče et Stašov à l'ouest.

## Histoire
La première mention écrite de la localité date de 1370.

## Administration
La commune se compose de deux quartiers :
- Libomyšl
- Želkovice

## Transports
Par la route, Libomyšl se trouve à 7 km de Hostomice, à 16 km de Beroun et à 48 km du centre de Prague.